# Kennzeichnung der Häftlinge in den Konzentrationslagern

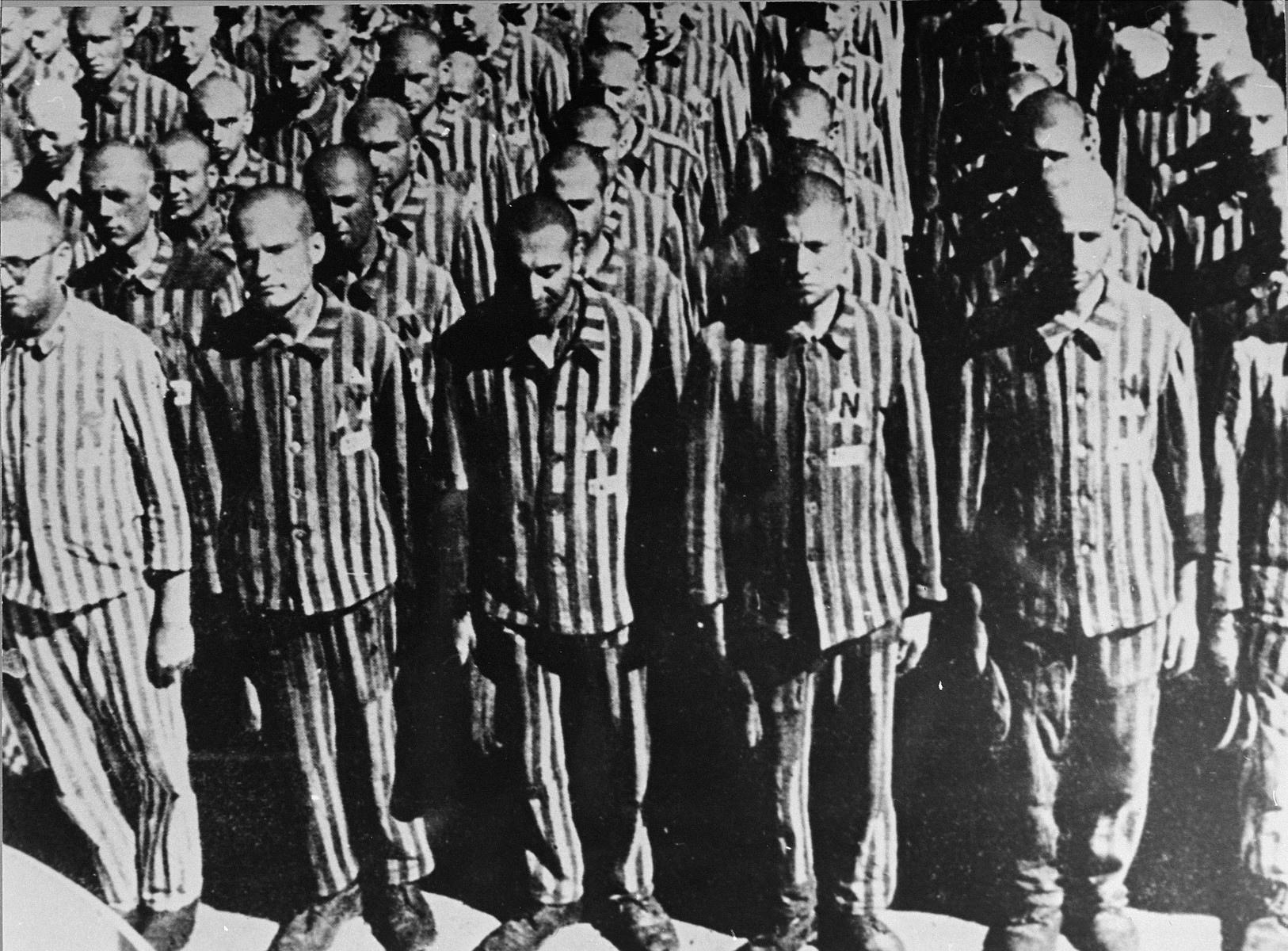
Niederländische Juden, die mit einem gelben Stern und N markiert wurden, auf dem Appellplatz im KZ Mauthausen (Juni 1941)

Die Kennzeichnung der Häftlinge in den Konzentrationslagern wurde 1936 eingeführt und diente zur Gruppierung und Kenntlichmachung der Gefangenen in den Konzentrationslagern im Machtbereich des NS-Staates. Sie diente dem Wachpersonal zur Erkennung der von der SS verwendeten Gruppierung der KZ-Häftlinge nach Ländern, „Rasse“, Vorverurteilungen etc. (vgl. nationalsozialistische Rassenhygiene). Die Häftlingsnummer ersetzte im Lager den Namen der gefangenen Personen.

## Kurzbeschreibung

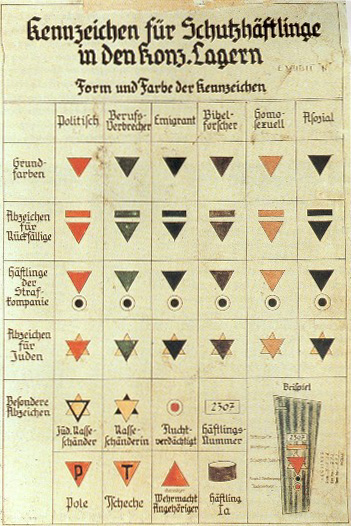
Schautafel: „Kennzeichen für Schutzhäftlinge in den Konzentrationslagern“; Lehrmaterial für SS-Wachmannschaften

Die Kennzeichnung geschah mit Hilfe von farbigen Stoff-Dreiecken, deren Spitzen nach unten, oder unterlegt, nach oben zeigten. Die Abzeichen, auch „Winkel“ genannt, wurden auf die gestreifte KZ-Häftlingskleidung genäht (Jacken und Hemd), damit die Wächter den Grund ihrer Inhaftierung erkennen konnten.
Weitere Differenzierungen wurden nach Nationalitäten und den Aufgaben als Funktionshäftling (beispielsweise Kapos, Stubenältester bzw. Block- oder Barackenältester) vorgenommen. In den ersten KZ-Jahren und zum Teil auch später wurden die Häftlingsnummern auch auf der Kleidung angebracht.
Die Prägung wurde entsprechend den Gefahrenschildern in Deutschland gewählt. Zusätzlich zur Farbkodierung wurden Häftlingsgruppen Buchstaben in dem Dreieck eingefügt, um ihr Herkunftsland anzuzeigen. Ein rotes Dreieck mit einem „F“ zum Beispiel wies auf einen politischen Gefangenen aus Frankreich hin. Die verschiedenen Markierungen wurden von einem Häftling gleichzeitig getragen, gelegentlich sogar mehr als sechs.
Die häufigsten „Winkel“ waren:
- zwei gelbe Winkel, die aufeinander gesetzt waren und so den Judenstern bildeten (siehe Holocaust)
- ein roter Winkel auf einem gelben – ein Jude und gleichzeitig politischer Häftling
- schwarz (vorher braun) – „Asoziale“ bzw. „Gemeinschaftsunfähige“[2]
- braun – später zur Kennzeichnung von Sinti und Roma (siehe Porajmos)
- grün – Kriminelle in kriminalpolizeilicher Vorbeugungshaft („Berufsverbrecher“), im Lagerjargon „BV-ler“ genannt
- lila – Bibelforscher:
  - hauptsächlich Zeugen Jehovas (zu damaliger Zeit Bibelforscher genannt, siehe Zeugen Jehovas im Nationalsozialismus)
  - Mitglieder der Siebenten-Tags-Adventisten-Reformationsbewegung
  - Freie Bibelforscher
- rosa – homosexuelle Männer (siehe Homosexuelle während der Zeit des Nationalsozialismus)
- rot – politische Gefangene (erst Ende 1937 eingeführt)
- blau – Emigranten, die nach ihrer Auswanderung wieder in den deutschen Machtbereich gelangten

Die Kürzel zur Kennzeichnung des Herkunftslandes waren:
- „B“ für Belgier
- „E“ für „Engländer“, also Briten
- „F“ für Franzosen
- „I“ für Italiener
- „J“ für Jugoslawen

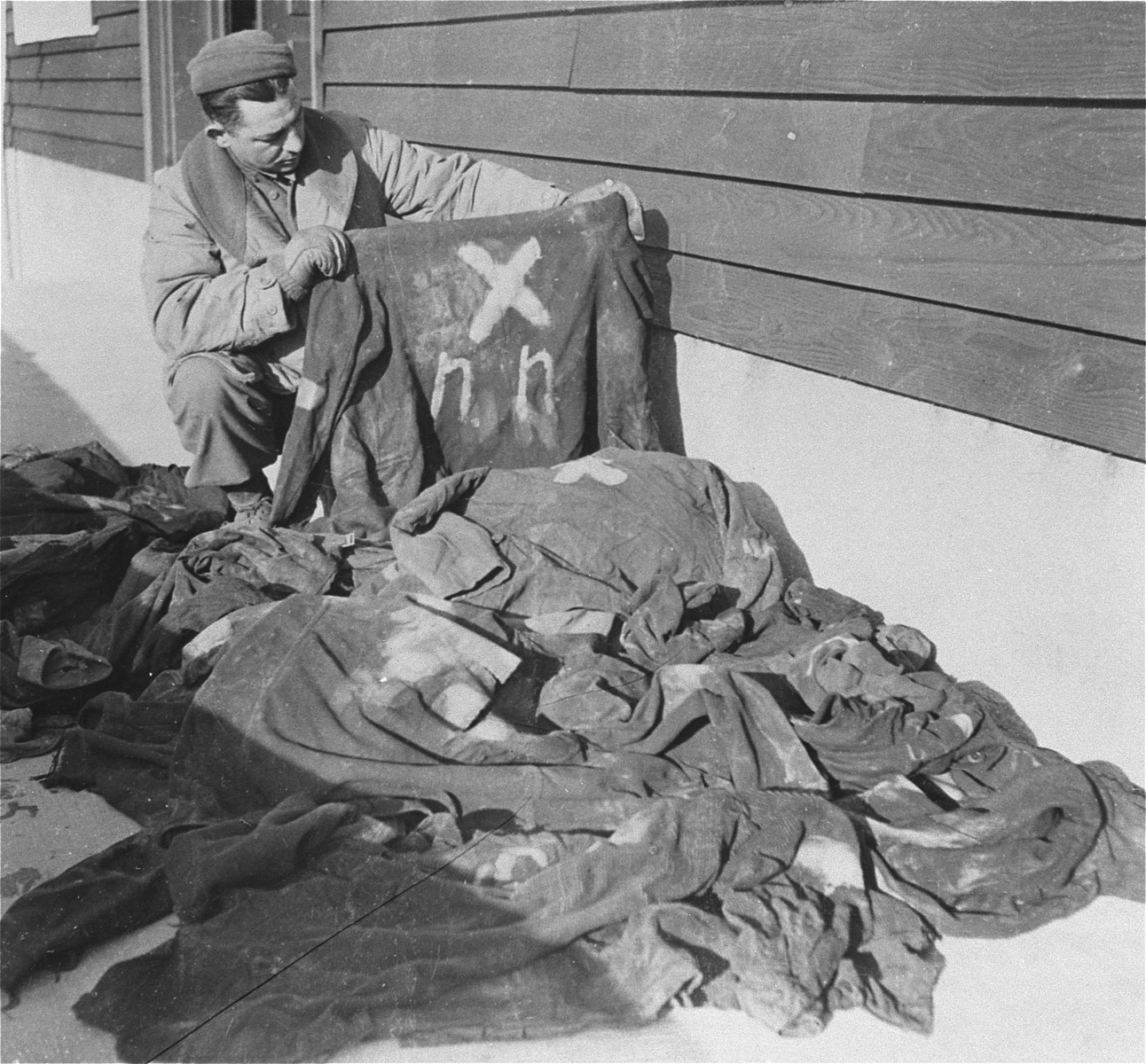
US-Soldat begutachtet NN-Jacke, KZ Natzweiler, 1944

- „N“ für Niederländer / „H“ für Holländer
- „NN“ für Nacht-und-Nebel-Deportierte
- „No“ / „N“ für Norweger
- „P“ für Polen
- „R“ für „Russen“ und andere Sowjetbürger
- „S“ für Spanier
- „T“ für Tschechen
- „U“ für Ungarn

|                                | Politisch                        | Kriminell                            | Emigrant                                        | Bibelforscher                        | Homosexuell | Asozial |
| Einfache Winkel                |                                  |                                      |                                                 |                                      | | |
| Wiederholte Insassen           |                                  |                                      |                                                 |                                      | | |
| Angehörige einer Strafkompanie |                                  |                                      |                                                 |                                      | | |
| Markierungen für Juden         |                                  |                                      |                                                 |                                      | | |
|                                |                                  |                                      |                                                 |                                      | | |
| Spezielle Markierungen         | „Jüd. Rasseschänder“             | „Rasseschänderin“                    | Fluchtgefahr                                    | Häftlingsnummer                      | Die anwendbaren Markierungen wurden in folgender Reihenfolge getragen: Häftlingsnummer, Streifen für wiederholte Insassen, Winkel oder Stern, Mitglied einer Strafkompanie, Fluchtverdächtiger | Die anwendbaren Markierungen wurden in folgender Reihenfolge getragen: Häftlingsnummer, Streifen für wiederholte Insassen, Winkel oder Stern, Mitglied einer Strafkompanie, Fluchtverdächtiger |
| Spezielle Markierungen         | Pole: „P“ auf einem roten Winkel | Tscheche: „T“ auf einem roten Winkel | Wehrmachtsangehöriger: Umgedrehter roter Winkel | Besonderer Häftling: Braunes Armband | Die anwendbaren Markierungen wurden in folgender Reihenfolge getragen: Häftlingsnummer, Streifen für wiederholte Insassen, Winkel oder Stern, Mitglied einer Strafkompanie, Fluchtverdächtiger | Die anwendbaren Markierungen wurden in folgender Reihenfolge getragen: Häftlingsnummer, Streifen für wiederholte Insassen, Winkel oder Stern, Mitglied einer Strafkompanie, Fluchtverdächtiger |

## Häftlingsnummern
Jeder Häftling erhielt bei der Aufnahme in ein KZ-Stammlager eine Registrierungsnummer (Häftlingsnummer). Ab sofort hatte er im Lager keinen Namen mehr, sondern wurde mit dieser Nummer genannt und musste sich jedem Vorgesetzten mit dieser Nummer melden, bei abgenommener Kappe und in strammer Hab-acht-Haltung.

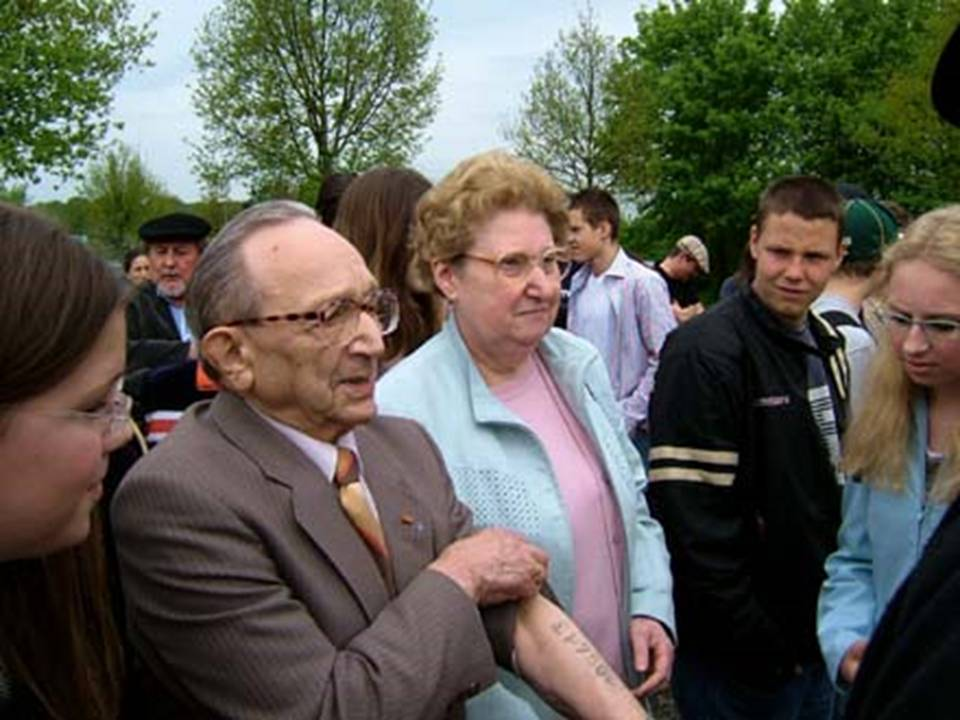
Alex Deutsch, ehemaliger KZ-Häftling, zeigt seine tätowierte KZ-Nummer (2006)

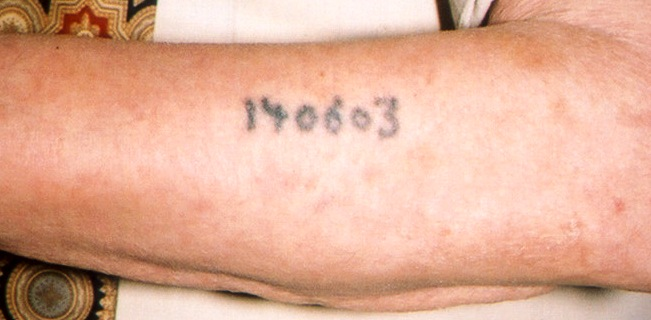
Tätowierte Nummer eines Auschwitz-Häftlings

In Auschwitz gab es zusätzlich noch andere Einstufungen, beispielsweise die „Z-Serie“. Diese Nummern nutzte man ab 26. Februar 1943 für das „Zigeunerlager“. Die „R-Reihe“ bekamen sowjetische Kriegsgefangene ab 7. Oktober 1941. Weiterhin gab es dort von Mai bis August 1944 für Männer die „A-Serie“ und anschließend bis November die „B-Serie“. Außerdem führte man die „A- und B-Serie“ ab Mai 1944 für so genannte „Transport-Juden“ ein.
Im Normalfall wurden die Häftlingsnummern an der Kleidung angebracht. Nur in Auschwitz wurden Häftlinge auch tätowiert, einerseits um Verwechslungen von entkleideten Leichen auszuschließen und andererseits um geflohene Häftlinge leichter identifizieren zu können. Normalerweise wurde die Häftlingsnummer auf den linken Unterarm tätowiert. Eine Ausnahme bildeten Säuglinge und im Lager geborene Kinder, denen aus Platzmangel z. B. Oberschenkel tätowiert wurden.
Die Tätowierung erfolgte unmittelbar nach der Registratur. In der Aufnahme wurde für den Häftling eine Karteikarte erstellt und die Häftlingsnummer vergeben. Diese wurde in einen Aufnahmebogen eingetragen, der als Laufzettel diente, und der Häftling wurde unmittelbar von der Aufnahme dem Tätowierer des Lagers überstellt. Die mit extra breiten Nadeln versehenen Stempel wurden den Häftlingen in die Haut gepresst und anschließend Tinte in die Wunde eingerieben. Im Jahr 2015 wurden dem Museum Auschwitz-Birkenau anonym fünf äußerst seltene Metallstempel übergeben, mit denen den Insassen Nummern eintätowiert wurden. Die Authentizität der Stempel wurde durch Untersuchungen bestätigt. Es handelt sich um fünf Metallstempel – einmal die Ziffer „0“, zweimal die „3“ und zweimal die „6“ oder „9“.

### Buchhaltung

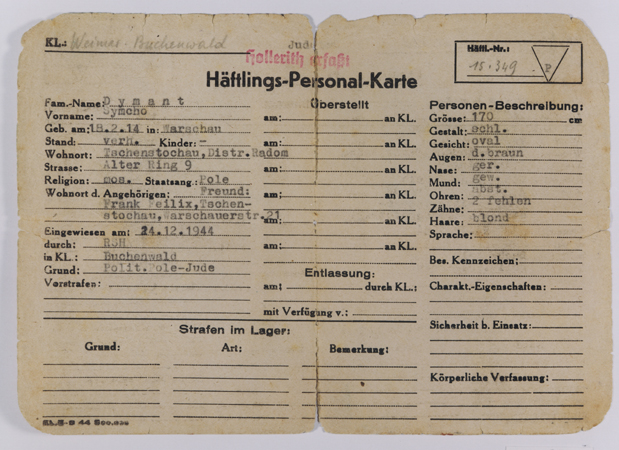
Häftlingskarte aus dem KZ Buchenwald mit Häftlingsnummer und (rot gestempelt) Hinweis auf die maschinelle Erfassung

Die Nummern der so erfassten Häftlinge wurden in einer Buchhaltung in jedem Lager erfasst und bei den zwei täglichen Appellen auf dem Appellplatz vorgelesen. Vor und nach dem Ausrücken zu Arbeitskommandos wurden Veränderungen (Tod, Übergang ins Revier, Entlassungen) anhand dieser Nummern kontrolliert. Sie dienten auch zur Inrechnungstellung der Häftlingsarbeit bei beteiligten Firmen, Kleinbetrieben oder Behörden.
Anhand der Nummern in den verschiedenen Lagerbuchhaltungen war in der Nachkriegszeit teilweise eine Verfolgung einzelner Gefangenentransporte zwischen den Konzentrationslagern auch dann möglich, wenn die Häftlinge später getötet wurden oder als vermisst galten. Besonders bei Gefangenentransporten aus den besetzten Ländern Europas war dies oft die einzige Möglichkeit, Todesort und wahrscheinlichen Todeszeitpunkt zu bestimmen.
Zum Teil enthielten die Nummernserien einzelner KZ Zusätze für bestimmte Häftlingsgruppen. Bei einer Verlegung in ein anderes Stammlager wurden zum Teil neue Nummern vergeben.
Wie der Historiker Edwin Black in seinem Buch IBM und der Holocaust darlegt, machte die NS-Bürokratie bei der Judenvernichtung intensiven Gebrauch von Lochkarten und Tabelliermaschinen („Hollerith-Maschinen“) der US-amerikanischen Firma IBM und deren deutscher Tochter DEHOMAG. Dabei wurden die Opfer individuell auf Karten erfasst, von der Auffindung über die Verschleppung bis hin zur Ermordung. Dabei wurde entsprechende Technik auch direkt in den Konzentrationslagern installiert und betrieben. Nach Blacks Auffassung wäre der Holocaust ohne diese Technik nicht im gegebenen Umfang zu organisieren gewesen.